# Highland Games (videogioco)
Highland Games è un videogioco sportivo multievento, ispirato ai giochi tradizionali scozzesi detti Highland Games, pubblicato nel 1987 per Commodore 64 dalla Supernova Software in Europa e dalla Artworx in America, quest'ultima in edizione economica.

## Modalità di gioco
Si affrontano sei discipline in ordine prestabilito. Possono partecipare uno o due giocatori, identificati dai kilt rossi o blu, che competono per il punteggio complessivo e per la tabella dei record. La visuale è molto simile in tutti gli eventi, sempre a schermo fisso, con l'atleta visto di lato da lontano su un prato. I personaggi appaiono piuttosto piccoli e spesso lenti nelle animazioni.
Ogni evento ha un diverso sfondo panoramico scozzese, ad esempio con un castello o un laghetto con acqua animata. Non si vede nessuno oltre all'atleta, ma si sentono le ovazioni del pubblico. Negli intermezzi c'è una colonna sonora di cornamuse, considerata ben realizzata dalla critica.
Si inizia con il lancio del martello. Con lo smanettamento del joystick si mette in rotazione l'atleta, che mentre gira si avvicina al bordo destro della piazzola, da non superare per non commettere fallo. Il lancio va comandato al momento giusto della rotazione affinché sia il più possibile diretto verso destra.
L'evento successivo è il salto in lungo. Dopo aver accelerato la rincorsa agitando il joystick, il salto va comandato al momento giusto per arrivare più avanti possibile senza oltrepassare la linea di limite della sabbia.
Il lancio del caber consiste nel lanciare un lungo palo tenuto in verticale da un'estremità. Si prende la rincorsa premendo ripetutamente il pulsante e poi vanno fatti i giusti movimenti. Si riceve una valutazione in percentuale.
Il lancio del peso, simile al martello con maniglia corta, consiste nel lanciare l'oggetto a breve distanza e verso l'alto, cercando di superare una sbarra orizzontale. La distanza dell'atleta e l'altezza della sbarra possono essere regolate in precedenza dal giocatore. Quindi si fa oscillare il peso avanti e indietro passando sotto le gambe fino a rilasciarlo in avanti.
Il lancio del disco avviene analogamente al lancio del martello.
L'ultimo evento è il tiro alla fune, ma è disponibile soltanto quando ci sono due giocatori, che competono in simultanea. Ciascuno ha una squadra di quattro persone che tirano con movimenti ritmici del joystick.